# Hexenaltar

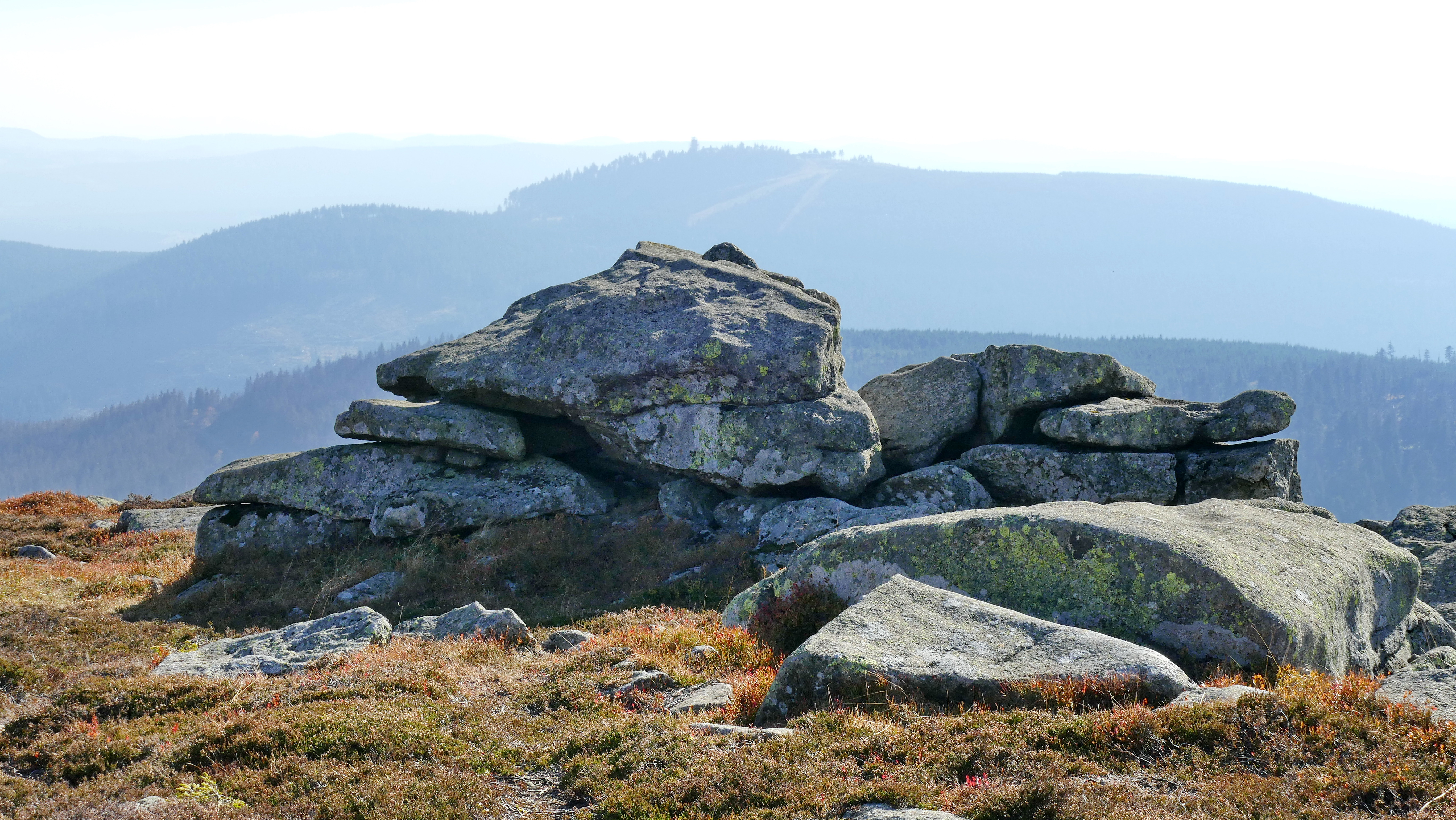
Hexenaltar

Der Hexenaltar ist eine Felsformation im Harz in Sachsen-Anhalt.

## Geografie
Der Hexenaltar gehört zu den Harzklippen und befindet sich auf der Kuppe des Brockens. Politisch liegt diese Felsformation auf dem Gemeindegebiet der Stadt Wernigerode im Landkreis Harz.
Der Hexenaltar liegt in der Kernzone des Nationalparks Harz und ist daher heutzutage, da nicht durch Wege erschlossen, nicht mehr öffentlich zugänglich. Er ist aber von der Brockenkuppe im Landschaftsbild deutlich zu erkennen.
Unmittelbar neben dem Hexenaltar befindet sich die Teufelskanzel, eine ähnliche Felsformation, um die sich ebenfalls mehrere Brockensagen ranken.
Zwischen dem Hexenaltar und dem Brockenhotel – in der Nähe der heutigen Brockenuhr – befand sich eine Vertiefung im Fels, die als Hexenwaschbecken bezeichnet wurde.

## Geschichte
In der Zeit des Königreichs Westphalen, zu dem auch der Brocken gehörte, las man in öffentlichen Blättern die sonderbare Anzeige, dass eine der Felsengruppen auf der Höhe des Brockens, der Hexenaltar genannt, von Barbaren zerstört worden sei. Das Wahre an der Sache war, dass die oberste Steinplatte dieses Felsens aus Mutwillen herabgestürzt, dadurch aber keineswegs die Felsengruppe zerstört worden ist.
Unter dem Hexenaltar wird im Jahre 1844 auch ein Hexentanzplatz erwähnt.
Aufgrund ihres eigenartigen Aussehens und ihrer Lage am Fußweg auf den Brocken war der Hexenaltar einst ein überaus beliebtes Ausflugsziel für die meisten Wanderer auf den Brocken. Er wurde häufig als Postkarten- und Fotomotiv genutzt.
Um den Hexenaltar ranken sich seit altersher verschiedene Sagen. So schrieb Heinrich Pröhle, dass man am 1. Mai dort Besen, Hunde und Katzen sieht und Erwachsene dort mit Fackeln tanzen. Auch wird berichtet, dass sich unter dem Altar ein unterirdischer Gang befinden soll, aus dem gelegentlich eine Art Licht hervorkommen soll, das den Namen Kobolz trägt.